# Zeliş Şenol
Zeliş Şenol, també coneguda amb els seus noms artístics Zeliş o Zel, (Lefkoşa, 25 de març de 1985) és una cantant
turcoxipriota de jazz i pop.
Va participar, com a la primera persona de Xipre del Nord i amb el pseudònim Mr Zel, en els eliminatoris per a representar Xipre en el Festival de la Cançó d'Eurovisió 2009 amb la seva cançó "I'm gonna break up with you" pero va obtenir el lloc 4. El 2014 surt el seu primer single "Bonita". També és actriu de teatre educada a la Universitat de l'Orient Pròxim a Nicòsia del Nord (Lefkoşa).
Zeliş Şenol està casada amb el pianista turcoxipriota Ersen Sururi.